# Ло Цзялин
Ло Цзялин (кит. трад. 羅嘉翎, пиньинь Luó Jiālíng; род. 8 октября 2001, Новый Тайбэй) — тайваньская тхэквондистка. Призёр чемпионатов мира 2022 и 2023 годов. Выступает в весовой категории до 57 килограммов. Бронзовый призёр Олимпийских игр 2020 в Токио.

## Биография
Ло Цзялин родилась 8 октября 2001 года.

## Карьера
Ло уже по юниорам выступала на достойном уровне. В 2016 и в 2018 годах она становилась чемпионкой мира в своей весовой категории.
На Олимпийских играх 2021 года в Токио в весовой категории до 57 килограммов Ло уступила в полуфинале будущей олимпийской чемпионке Анастасии Золотич из США со счетом 5:28. В борьбе за бронзу Ло обыграла Текиата Бен Йессуфа из Нигера со счетом 10-6, обеспечив себе медаль.
В 2022 году на чемпионате мира в Гвадалахаре, В Мексики, Ло Цзялин стала обладателем серебряной медали. В финале она уступила спортсменке из Китая Лю. 
В 2023 году на чемпионате мира, который состоялся в Баку, в категории до 57 кг, Ло завоевала серебряную медаль, повторив успех 2022 года. В финальной схватке она проиграла спортсменка из Венгрии Луане Мартон. 